# Veliki kanjon Yarlung Tsangpo
Veliki kanjon Yarlung Tsangpo, znan tudi kot Veliki kanjon Yarlung Zangbo, kanjon Tsangpo, kanjon Brahmaputra ali soteska Tsangpo (poenostavljeno kitajsko: 雅鲁藏布大峡谷; tradicionalno kitajsko: 雅魯藏布大峽谷; pinjin: Yǎlǔzàngbù Dàxiágǔ), je kanjon ob reki Yarlung Tsangpo v avtonomni pokrajini Tibet na Kitajskem. Je najgloblji kanjon na svetu in je s 504,6 kilometri nekoliko daljši od Velikega kanjona v Združenih državah Amerike, zaradi česar je eden največjih na svetu.  Yarlung Tsangpo (tibetansko ime za zgornji tok Brahmaputre) izvira blizu gore Kailaš in teče proti vzhodu približno 1700 kilometrov, pri čemer odmaka severni del Himalaje, preden vstopi v sotesko tik dolvodno od Peia v Tibetu blizu naselje Džibe. Kanjon je dolg približno 240 kilometrov, saj se soteska vije okoli gore Namča Barva (7782 metrov) in prereže svojo pot skozi vzhodno himalajsko območje. Njene vode padejo s približno 2900 metrov v bližini mesta Pei na približno 1500 metrov na koncu Zgornje soteske, kjer se izliva reka Po Tsangpo. Reka se nadaljuje skozi Spodnjo sotesko do indijske meje na nadmorski višini 660 metrov. Reka nato vstopi v Arunačal Pradeš in sčasoma postane Brahmaputra.

## Globina kanjona
Ko kanjon poteka med vrhovi gora Namča Barva  in Gjala Peri, doseže povprečno globino približno 5000 m. Povprečna skupna globina kanjona je približno 2268 m , največja globina doseže 6009 m. To je najgloblji kanjon na kopnem. Ta del kanjona je na 29.769742°N 94.989853°E. Namča Barva, visoka 7782 m, je na 29°37′33″N 95°03′26″E / 29.62583°N 95.05722°E, Gjala Peri, na 7234 m, pa na 29°48′48″N 94°58′02″E / 29.81333°N 94.96722°E.

## Ekosistem
Soteska ima edinstven ekosistem z vrstami živali in rastlin, ki so komaj raziskane in prizadete zaradi človekovega vpliva. Njeno podnebje sega od subtropskega do arktičnega. Najvišja temperatura v Tibetu je 43,6 °C in je zabeležena blizu meje z Indijo na približno 600 metrih nadmorske višine. Redki takin je ena od živali, ki jih lovijo lokalna plemena.
Kanjon je dom himalajske čemprese (Cupressus torulosa) ali tibetanske čemprese (Cupressus gigantea), ki je visoka 102,3 metra in po odkritju leta 2023 velja za najvišje drevo v Aziji.

## Rečni Everest
Zahodno zanimanje za Tsangpo se je začelo v 19. stoletju, ko so britanski raziskovalci in geografi ugibali, kje se je končal tibetanski Tsangpo, ki teče proti vzhodu, in sumili na Brahmaputro. Ker britanskim državljanom ni bilo dovoljeno vstopiti v Tibet, so zaposlili indijske raziskovalce, da to pregledajo peš. Kinthup iz Sikima je vstopil v sotesko blizu Gjale, vendar se je izkazala za neprehodno. Leta 1880 so Kinthupa poslali nazaj, da bi preizkusil teorijo Brahmaputre, tako da je ob vnaprej dogovorjenem času v reko spustil 500 posebej označenih hlodov. Njegov britanski šef kapitan Henry Harman je poslal ljudi na Dihang-Brahmaputra, da pazijo na njihov prihod. Vendar je bil Kinthup prodan v suženjstvo, pobegnil je in se zaposlil v samostanu. Na treh dopustih mu je uspelo izdelati hlode, poslati pismo iz Lase z novim predvidenim urnikom in odposlati hlode. Minila so štiri leta. Na žalost je bilo njegovo sporočilo za opozorilo Britancem napačno usmerjeno, njegov šef je zapustil Indijo in nihče ni preveril, ali so dnevniki prikazani.
Leta 1913 sta Frederick Marshman Bailey in Henry Morshead začela odpravo v sotesko, ki je končno potrdila, da je Tsangpo res zgornja Brahmaputra. Frank Kingdon-Ward je leta 1924 začel ekspedicijo v upanju, da bo našel večji slap, ki bi pojasnil razliko v nadmorski višini med Tsangpo in Brahmaputro. Izkazalo se je, da ima soteska vrsto relativno strmih odsekov. Med njimi je bil slap, ki ga je poimenoval Rainbow Falls, ne tako velik, kot je upal.
Območje je bilo zaprto, potem ko je Kitajska vdrla v Tibet in oporekala lokaciji meje v kitajsko-indijski vojni. Kitajska vlada je ponovno izdajala dovoljenja v 1990-ih. Od takrat sotesko obiskujejo tudi kajakaši. Zaradi ekstremnih pogojev so jo imenovali Everest rek. Prvi poskus je leta 1993 naredila japonska skupina, ki je na reki izgubila enega člana. Oktobra 1998 je odprava, ki jo je sponzoriralo National Geographic Society, poskušala s kajakom prevoziti celotno sotesko. V težavah zaradi nepričakovanega visokega vodostaja se je končalo s tragedijo, ko je izgubila Douga Gordona. Januarja–februarja 2002 je mednarodna skupina s Scottom Lindgrenom, Stevom Fisherjem, Mikeom Abbottom, Allanom Ellardom, Dustinom Knappom ter Johnniejem in Williejem Kernom zaključila prvi polni spust v zgornjem delu soteske Tsangpo.
Največje slapove v soteski (blizu Tsangpo Badonga, (藏布巴东瀑布群) je leta 1998 obiskala ekipa, ki so jo sestavljali Ken Storm, Hamid Sarder, Ian Baker in njihovi vodniki Monpa.[15] Ocenili so, da je višina padcev približno 33 metrov. Slapovi in preostali del območja Pemako so sveti za tibetanske budiste, ki so jih skrili pred tujci, vključno s kitajskimi oblastmi. Leta 2005 jih je kitajska nacionalna geografija razglasila za najlepše kitajske slapove.
V tem delu sta dva slapova: Rainbow Falls (visok približno 21 metrov) na 29°46′38″N 95°11′00″E / 29.777164°N 95.183406°E in Hidden Falls tik dolvodno na 29°46′34″N 95°10′55″E / 29.776023°N 95.181974°E (približno 30 metrov).

## Projekt hidroelektrarn in preusmeritve vode Yarlung Tsangpo
Medtem ko je vlada LRK razglasila ustanovitev nacionalnega rezervata velikega kanjona Yarlung Tsangpo, obstajajo tudi vladni načrti in študije izvedljivosti za večji jez za izkoriščanje hidroelektrične energije in preusmerjanje vode na druga območja na Kitajskem. Velikost jezu v soteski Tsongpo bi presegla velikost jezu Treh sotesk, saj se predvideva, da bi taka elektrarna proizvedla 50.000 megavatov električne energije, kar je več kot dvakrat več od proizvodnje Treh sotesk. Obstaja bojazen, da bo prišlo do razselitve lokalnega prebivalstva, uničenja ekosistemov in vpliva na ljudi nižje v Indiji in Bangladešu. Indija kritizira projekt zaradi možnega negativnega vpliva na prebivalce nižje reke.
Leta 1999 je R. B. Cathcart je predlagal, da bi tkaninski jez - napihljiv s sladko vodo ali zrakom - lahko blokiral kanjon Yarlung Tsangpo gorvodno od Namča Barva. Voda bi se nato prenašala po tunelu iz trdih kamnin do točke dolvodno od te gore.
Jekleni jezovi so bolj ugodni in ekonomični na oddaljenem hribovitem terenu na visoki nadmorski višini za preusmerjanje odtekajoče vode reke v enote za proizvodnjo energije.

## V popularni kulturi
- Soteske so morda pomagale navdihniti zamisel o Šangri-La v knjigi Jamesa Hiltona Lost Horizon leta 1933.[22]
- V borbeni igri iz leta 2007 Akatsuki Blitzkampf je največja baza in raziskovalni objekt zlobne organizacije Society skrita v velikem kanjonu Yarlung Tsangpo, ki se v zgodbi imenuje Tsangpo Grapa. Drugi del igre poteka v omenjeni bazi, pri čemer se igralec prebija v njej, dokler ne doseže zadnjega sovražnika.

## Video
- Scott Lindgren (2002), "Into the Tsangpo Gorge". Slproductions. ASIN B0006FKL2Q.
- Into the Tsangpo Gorge Documentary